# Zhang Ruifang
Zhang Ruifang (Baoding, 15 juni 1918 – Shanghai, 28 juni 2012) was een Chinees actrice.
Zhang Ruifan werd beschouwd als een van de "Four Dan Actresses", samen met Bai Yang, Shu Xiuwen en Qin Li. Ze stierf op 94-jarige leeftijd als gevolg van slechte gezondheid.

## Filmografie
- Nan zheng bei zhan (1952)
- Family (1957)
- Wan zi qian hong zong shi chun (1959)
- Li Shuangshuang (1962)
- Quan shui ding dong (1982)